# پوست طبل
پوست طبل (به انگلیسی: drum skin) یا سر طبل (به انگلیسی: drumhead) غشایی است که روی یک یا هر دو انتهای باز طبل کشیده شده‌است. سر طبل را با چوب، کوبه یا دست می‌زنند، به طوری که می‌لرزد و صدا از طریق طبل طنین انداز می‌شود.
علاوه بر این، خارج از سازهای کوبه ای، سر طبل در برخی از سازهای زهی، به ویژه بانجو، نیز استفاده می‌شود.

## نگارخانه

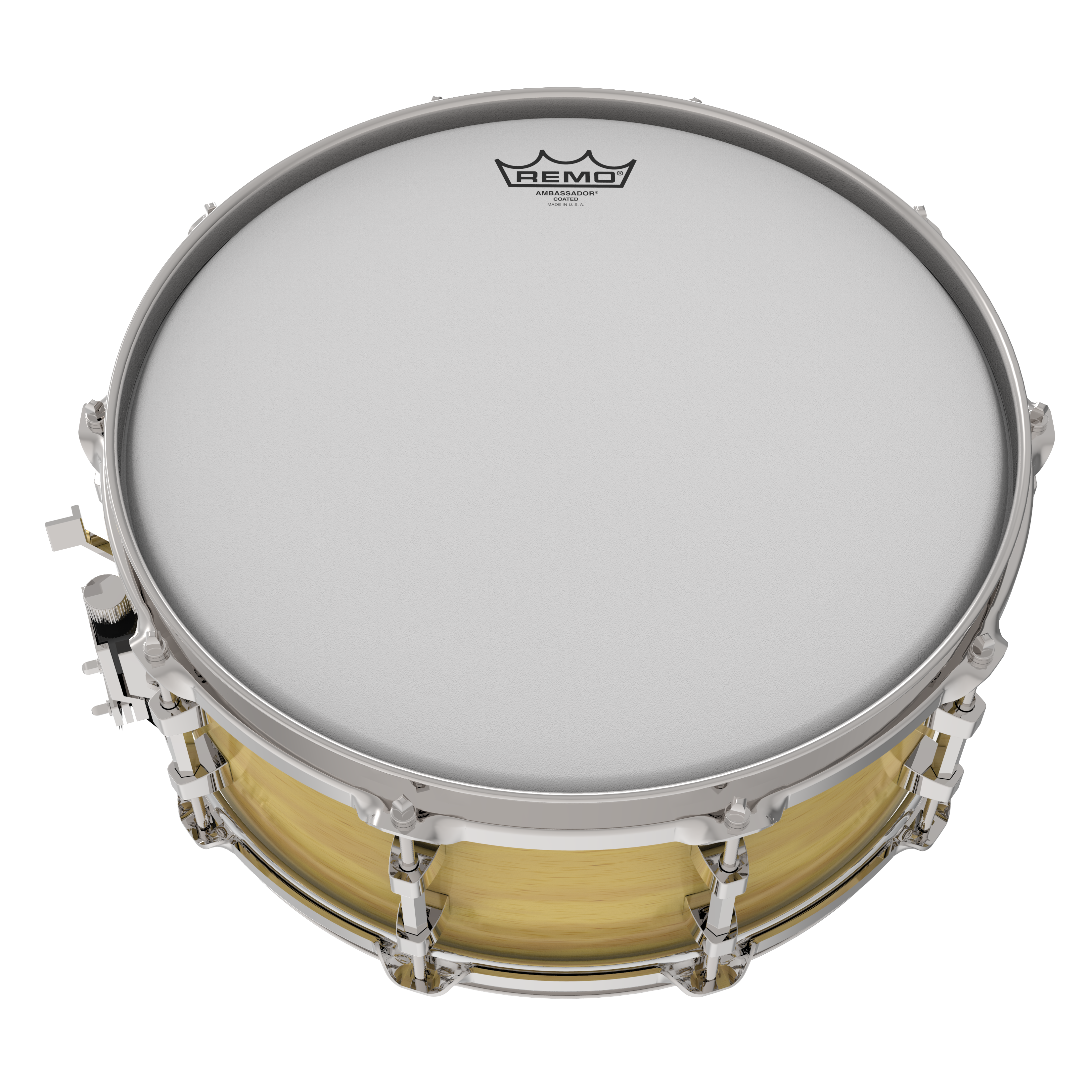
پوست طبل شرکت ریمو روی طبل کوچک
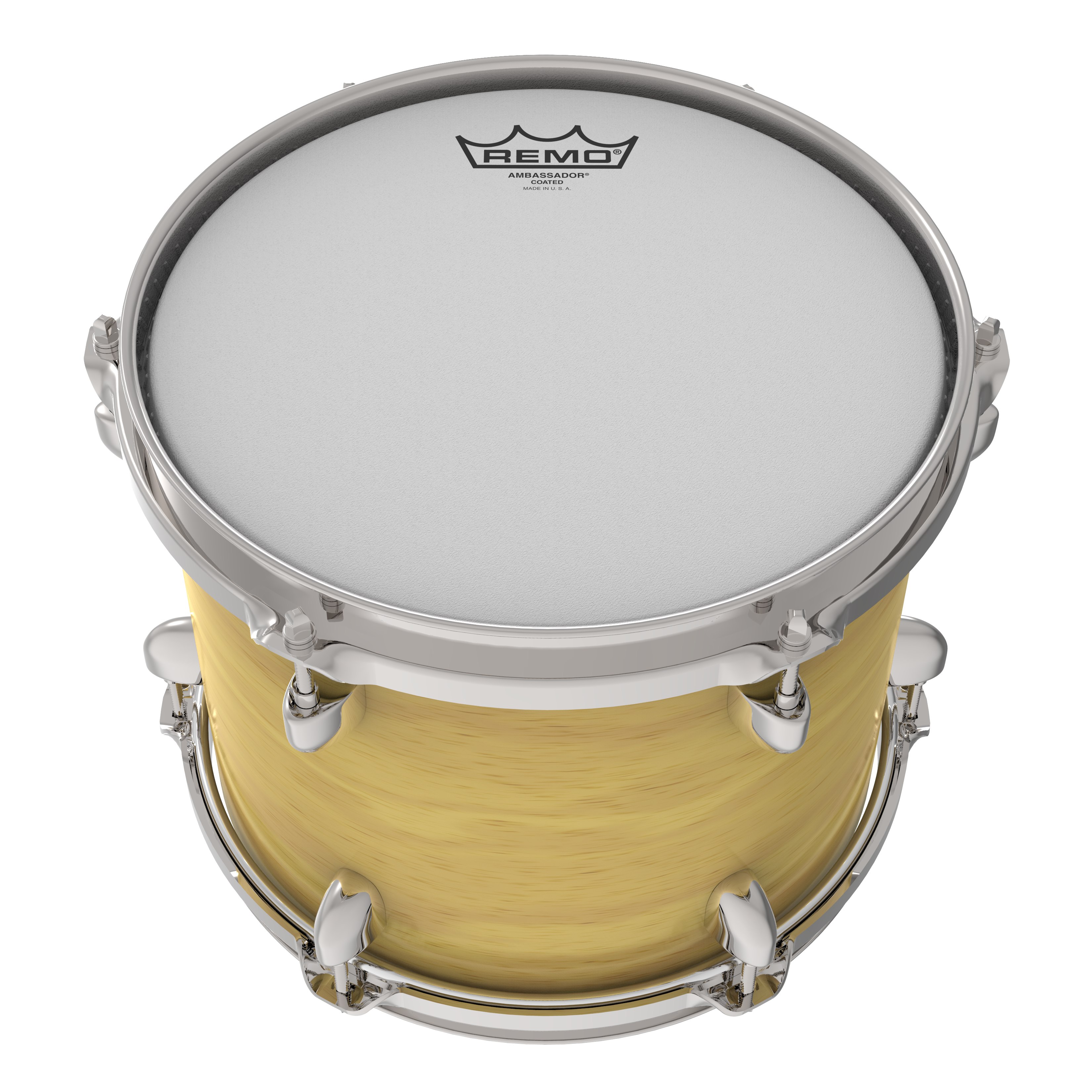
پوست طبل شرکت ریمو روی طبل تام
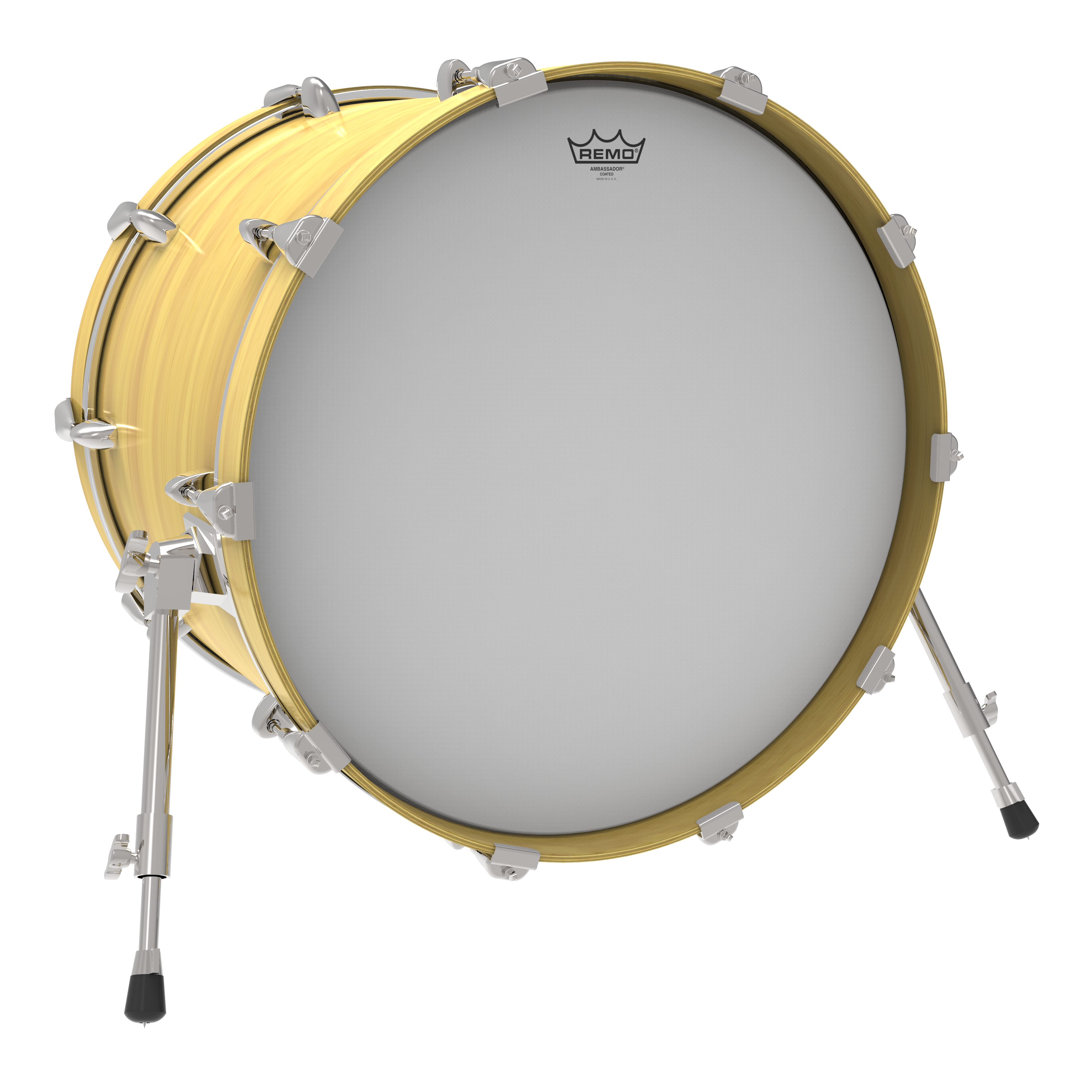
پوست طبل شرکت ریمو روی طبل بزرگ